# Joos van Wassenhove
Joos van Wassenhove, též Justus van Gent, Jodocus, Justus of Ghent, Giusto da Guanto (* kolem 1410, Antverpy? – kolem 1480, Urbino?) byl vlámský malíř řazený k "Vlámským primitivům". Poslední léta života strávil v Itálii.

## Život
O raném životě a školení Joose van Wassenhove není nic známo. Z porovnání malířského stylu je možné vyvozovat, že jeho učitelem byl Hubert Van Eyck nebo jeho současník Dieric Bouts. Roku 1460 se stal členem malířského cechu sv. Lukáše v Antverpách. Od roku 1464 byl svobodným mistrem malířského cechu v Gentu a ručitelem za nově přijaté malíře Huga van der Goes, Sanderse Beninga and Agnes van den Bossche. Jako malíř si zřejmě získal mezinárodní proslulost, protože v letech 1467–68 vytvořil 40 erbů pro papeže a roku 1470 odcestoval do Říma. V letech 1473 a 1475 je doložen v Urbinu, kde provozoval vlastní malířskou dílnu. Předpokládá se, že je identický s malířem "Giusto da Guanto", o kterém píše Vasari a Francesco Guicciardini.
Stal se dvorním malířem významného politika a renesančního mecenáše umění, vévody Urbina Federica da Montefeltro. Spolu s ním tam ve stejné době pracoval španělský malíř Pedro Berruguete a proto připsání některých děl zůstalo nejisté. V Urbinu patrně také kolem roku 1480 Joos van Wassenhove zemřel.

## Dílo

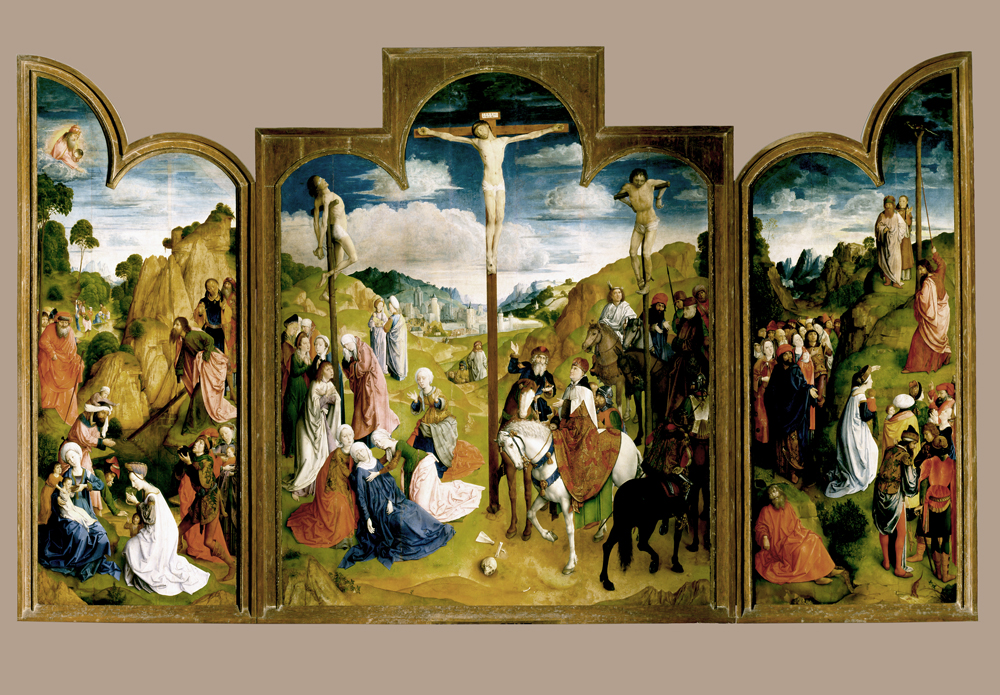
Kalvárie, Gent

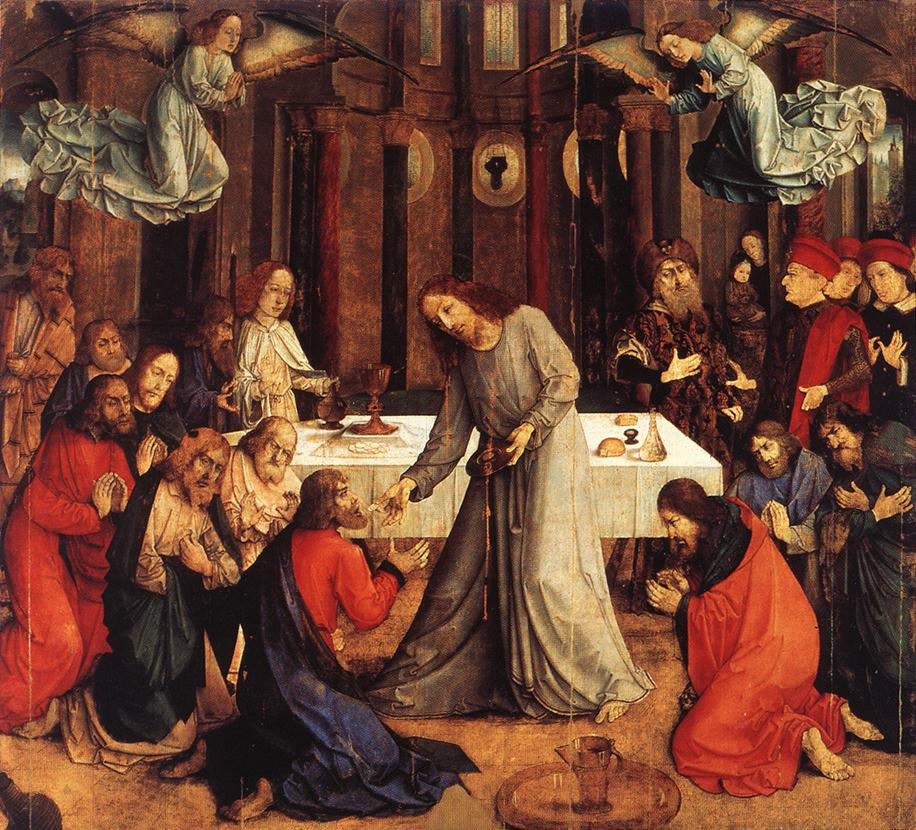
Istituzione dell'eucarestia, Galleria nazionale delle Marche Urbino

Jediným známým dílem Joose van Wassenhove v Nizozemí je monumentální oltář s Ukřižováním (326.5 cm x 214.9 cm) v Katedrále svatého Bavona v Gentu. Ještě před odjezdem do Itálie namaloval obraz Klanění tří králů, patrně na objednávku kláštera poblíž Burgosu ve Španělsku. Kompozice obrazu, která vypadá jako jeviště divadla, mohla být inspirována veřejnými představeními epifanie. Obraz je nyní ve sbírce Metropolitního muzea v New Yorku. Barevné spektrum obou obrazů a obličejové rysy postav jsou podobné těm, které lze nalézt v dílech Huga van der Goes a lze předpokládat, že oba malíři mohli pracovat společně.
Joos van Wassenhove byl jedním z prvních, kdo do Itálie přinesli prvky nizozemského realismu. V Urbinu namaloval pro křesťanské sdružení "Corpus Domini" obraz Přijímání apoštolů při poslední večeři, kde je spolu s Kristem a apoštoly namalován také vévoda Federico da Montefeltro a vyslanec perského šáha v Urbinu Caterino Zeno. Joos van Wassenhove se podílel na výzdobě vévodových paláců v Urbinu a Gubbiu. Zhotovil 28 portrétů slavných mužů (nyní ve sbírkách Louvre a Galleria Nazionale delle Marche in Urbino). O těchto dílech se zmiňuje i humanista a knihovník Federica da Montefeltro, Vespasiano da Bisticci, jehož soupis 300 biografií důležitých osobností je důležitým zdrojem faktů k období italské renesance.
Další obrazy, které Joose van Wassenhove v Itálii maloval, byla série sedmi alegorií svobodných umění. Dva, s tématem Hudba a Rétorika jsou nyní v National Gallery v Londýně, další dva byly zničeny během války v Berlíně.